# PornoMation
PornoMation ist ein US-amerikanischer Animations-Pornofilm aus dem Jahr 2005.

## Handlung
Der Film besteht aus einer Reihe von Kurzfilmen bzw. Szenen. In der ersten Szene „Level 37“, wird ein Monster in einem Gefängnis von einer nackten Frau besucht. Der nächste Kurzfilm, „Smokin’“, handelt von Sex mit einem Roboter. In der Sequenz „Manaconda“ ist eine Art Kreuzung aus Kröte und Bodybuilder zu sehen. In dem Kurzfilm „Nighthunters“ treibt es ein Troll mit Furien in einem Wald. In der Szene „Abduction“ wird eine Frau von Außerirdischen entführt. Die letzte Szene „Passage“ spielt auf einem Berg.

## Auszeichnungen
- 2006: AVN Award–- Best Alternative Release

## Fortsetzung
- Im Jahr 2006 veröffentlichten die Regisseure den Film PornoMation 2 – Zuma Tales Of A Sexual Gladiator. Dieser Film wurde mit dem AVN Award 2007 als „Best Animated Release“ ausgezeichnet.

- Im Jahr 2009 wurde PornoMation 3 - DreamSpells veröffentlicht. Der Film wurde mit dem AVN Award 2010 als „Best Animated Release“ ausgezeichnet.